# Musca bohemica
Musca bohemica är en tvåvingeart som beskrevs av Preyssler 1793. Musca bohemica ingår i släktet Musca, ordningen tvåvingar, klassen egentliga insekter, fylumet leddjur och riket djur. Inga underarter finns listade i Catalogue of Life.